# Wojciech Święcki
Wojciech Święcki (né en 1826 à Varsovie et mort le 27 mars 1873 à Paris 15e) est un sculpteur polonais. 

## Biographie
En 1845, Święcki étudie à l'École des beaux-arts de Varsovie auprès de Konstanty Hegel (pl). Après l'obtention de son diplôme, il coopère avec la fonderie de Karol Juliusz Minter. En 1860, il se rend à Paris pour un an, retourne temporairement à Varsovie et, à l'automne de 1862, quitte définitivement la ville. Il vit quelque temps à Rio de Janeiro et voyage à Londres et à Bruxelles. En 1866, il s'installe définitivement à Paris, et vit à Clichy. Il garde néanmoins des contacts avec les beaux-arts de Varsovie et ceux de Cracovie. Święcki meurt Rue de Sèvres, à l'age de 46 ans.